# Dispur (delstatshuvudstad i Indien)
Dispur (hindi: दिसपुर, assamesiska: দিছপুৰ, bengali: দিসপুর, gujarati: દિસપુર, malayalam: ദിസ്‌പൂർ, marathi: दिसपूर, oriya: ଦିସପୁର, tamil: திஸ்பூர்) är en delstatshuvudstad i Indien.   Den ligger i delstaten Assam, i den östra delen av landet, 1 500 km öster om huvudstaden New Delhi. Dispur ligger 60 meter över havet och antalet invånare är 2 000.
Terrängen runt Dispur är kuperad åt sydost, men åt nordväst är den platt. Runt Dispur är det ganska tätbefolkat, med 80 invånare per kvadratkilometer. Närmaste större samhälle är Guwahati, 7,7 km nordväst om Dispur. I omgivningarna runt Dispur växer huvudsakligen savannskog.